# Johanita Scholtz
Pour les articles homonymes, voir Scholtz.
Johanita Scholtz, née le 25 janvier 2000 au Cap, est une joueuse sud-africaine de badminton.

## Carrière
Johanita Scholtz est médaillée d'argent en équipe mixte et médaillée de bronze en double dames avec Sandra le Grange aux Championnats d'Afrique 2017.
Elle est médaillée de bronze par équipe aux Jeux africains de 2019 ainsi qu'au Championnat d'Afrique de badminton par équipes mixtes 2021. Lors des Championnats d'Afrique de badminton 2021, elle est médaillée d'or en simple dames et en double dames avec Amy Ackerman.
En 2023, elle est médaillée d'argent en simple dames aux Championnats d'Afrique individuels et médaillée de bronze au championnat d'Afrique par équipes mixtes à Benoni. 
Elle remporte aux Jeux africains de 2023 à Accra la médaille d'or en simple dames et la médaille de bronze en double mixte avec Caden Kakora.
Elle est médaillée de bronze en simple dames aux Championnats d'Afrique de badminton 2024 au Caire, médaillée d'or aux Championnats d'Afrique de badminton par équipes 2024 au Caire, médaillée de bronze au Championnat d'Afrique de badminton par équipes mixtes 2025 à Douala. Toujours à Douala, elle est médaillée d'or en double dames  avec Amy Ackerman et médaillée de bronze en double mixte avec Caden Kakora aux Championnats d'Afrique de badminton 2025.